# Länsväg 120
De Zweedse weg 120 (Zweeds: Länsväg 120) is een provinciale weg in de provincies Kronobergs län en Kalmar län in Zweden en is circa 148 kilometer lang. De weg ligt in het zuiden van Zweden.

## Plaatsen langs de weg
- Strömsnäsbruk
- Göteryd
- Delary
- Älmhult
- Häradsbäck
- Urshult
- Tingsryd
- Konga
- Rävemåla
- Långasjö
- Emmaboda
- Örsjö

## Knooppunten
- E4 bij Strömsnäsbruk (begin)
- Riksväg 23 bij Älmhult
- Länsväg 126: start gezamenlijk tracé over zo'n 4 kilometer
- Länsväg 126: einde gezamenlijk tracé, Länsväg 119: start gezamenlijk tracé
- Länsväg 119: einde gezamenlijk tracé, bij Urshult
- Riksväg 27/Riksväg 29: gezamenlijk tracé over ruim 2 kilometer, bij Tingsryd
- Länsväg 122 bij Rävemåla
- Riksväg 28 bij Emmaboda
- Riksväg 25 bij Örsjö (einde)